# العفة في الإسلام
العفة هي: خلق إيماني رفيع للمؤمن، وثمرة من ثمار الإيمان بالله تعالى، العفة دعوة إلى البعد عن سفاسف الأمور وخدش المروءة والحياء، العفة لذة وانتصار على النفس والشهوات وتقوية لها على التمسك بالأفعال الجميلة والآداب النفسانية، العفة إقامة العفاف والنزاهة والطهارة في النفوس، وغرس الفضائل والمحاسن في المجتمعات .

## مفهوم العفة
لغة: هي مصدر عفَّ، يُقال: عَفَّ عن الحرام يعِفُّ عِفَّةً وعَفًّا وعَفَافَةً أي: كفَّ، وأعَفَّهُ الله، واسْتَعَفَّ عن المسألة أي: عفَّ، وتَعَفَّفَ: تكلف العِفَّةَ، والعِفة الكَفُّ عما لا يَحِلُّ ويَجْمُل، والاسْتِعْفاف طلَبُ العَفافِ.
والعفة: هي تنزيه النفس وضبطُها عن الانسياق وراءَ الشهوات، والكفُّ عن المحرماتِ وسؤال الناس على وجه الاستجداء .
وقيل: هي (هيئة للقوة الشهوية متوسطة بين الفجور الذي هو إفراط هذه القوة، والخمود الذي هو تفريطها، فالعفيف من يباشر الأمور على وفق الشرع والمروءة)

## الدليل على مشروعية العفة
1- حثّ عليها الإسلام بقول الله تعالى بالقرآن الكريم فقال:
- ﴿وَابْتَلُوا الْيَتَامَى حَتَّى إِذَا بَلَغُوا النِّكَاحَ فَإِنْ آنَسْتُمْ مِنْهُمْ رُشْدًا فَادْفَعُوا إِلَيْهِمْ أَمْوَالَهُمْ وَلَا تَأْكُلُوهَا إِسْرَافًا وَبِدَارًا أَنْ يَكْبَرُوا وَمَنْ كَانَ غَنِيًّا فَلْيَسْتَعْفِفْ وَمَنْ كَانَ فَقِيرًا فَلْيَأْكُلْ بِالْمَعْرُوفِ فَإِذَا دَفَعْتُمْ إِلَيْهِمْ أَمْوَالَهُمْ فَأَشْهِدُوا عَلَيْهِمْ وَكَفَى بِاللَّهِ حَسِيبًا﴾ سورة النساء:6.

(أي: من كان في غُنْية عن مال اليتيم فَلْيستعففْ عنه، ولا يأكل منه شيئًا. قال الشعبي: هو عليه كالميتة والدم).
- وقال سبحانه: ﴿وَلْيَسْتَعْفِفِ الَّذِينَ لَا يَجِدُونَ نِكَاحًا حَتَّى يُغْنِيَهُمُ اللَّهُ مِنْ فَضْلِهِ﴾ سورة النور: 33.

(أي: ليطلب العفة عن الحرام والزنا الذين لا يجدون ما لا ينكحون به للصداق والنفقة، (حَتَّى يُغْنِيَهُمُ اللَّهُ مِنْ فَضْلِهِ) أي: يوسع عليهم من رزقه).
- وقال سبحانه: ﴿ لِلْفُقَرَاءِ الَّذِينَ أُحْصِرُوا فِي سَبِيلِ اللَّهِ لَا يَسْتَطِيعُونَ ضَرْبًا فِي الْأَرْضِ يَحْسَبُهُمُ الْجَاهِلُ أَغْنِيَاءَ مِنَ التَّعَفُّفِ تَعْرِفُهُمْ بِسِيمَاهُمْ لَا يَسْأَلُونَ النَّاسَ إِلْحَافًا وَمَا تُنْفِقُوا مِنْ خَيْرٍ فَإِنَّ اللَّهَ بِهِ عَلِيم﴾ سورة البقرة: 273..

يحسبهم (... الْجَاهِلُ بحالهم أَغْنِيَاءَ مِنَ التَّعَفُّفِ أي: من تعففهم عن السؤال وقناعتهم يظن من لا يعرف حالهم أنهم أغنياء، والتعفف التفعل من العفة وهي الترك يقال: عفَّ عن الشيء إذا كف عنه، وتعفف إذا تكلف في الإمساك.
تَعْرِفُهُمْ بِسِيمَاهُمْ السيماء والسيمياء والسمة: العلامة التي يعرف بها الشيء، واختلفوا في معناها هاهنا، فقال مجاهد: هي التخشع والتواضع، وقال السدي: أثر الجهد من الحاجة والفقر، وقال الضحاك: صفرة ألوانهم من الجوع والضر وقيل رثاثة ثيابهم، لَا يَسْأَلُونَ النَّاسَ إِلْحَافًا قال عطاء: إذا كان عندهم غداء لا يسألون عشاءً، وإذا كان عندهم عشاء لا يسألون غداءً، وقيل: معناه لا يسألون الناس إلحافًا أصلًا لأنه قال: من التعفف، والتعفف ترك السؤال).
- وقال سبحانه: ﴿وَالْقَوَاعِدُ مِنَ النِّسَاءِ اللَّاتِي لَا يَرْجُونَ نِكَاحًا فَلَيْسَ عَلَيْهِنَّ جُنَاحٌ أَنْ يَضَعْنَ ثِيَابَهُنَّ غَيْرَ مُتَبَرِّجَاتٍ بِزِينَةٍ وَأَنْ يَسْتَعْفِفْنَ خَيْرٌ لَهُنَّ﴾ [النور: 60].

2- قول الرسول ﷺ:
- «ما يكونُ عندي من خيرٍ فلن أدَّخره عنكم، ومن يستعففْ يُعِفّه اللهُ».[7]
- وعن عبد الله بن مسعود  عن النبي ﷺ أنه كان يقول: ((اللهم إني أسألك الهدى والتقى والعفاف والغنى)).[8]

قال النووي: (أما العفاف والعفة؛ فهو التنزه عما لا يباح، والكف عنه، والغنى هنا غنى النفس، والاستغناء عن الناس، وعما في أيديهم).
- «بروا آبائكم تبركم أبناؤكم وعفوا تعف نساؤكم».[10]
- وعن أبي هريرة  أنه قال: قال رسول الله ﷺ: ((ثلاثة حقٌّ على الله عونهم: المجاهد في سبيل الله، والمكاتب الذي يريد الأداء، والناكح الذي يريد العفاف)).[11]

قال المباركفوري في شرحه: (أي العفة من الزنا. قال الطِّيبي: إنما آثر هذه الصيغة إيذانًا بأن هذه الأمور من الأمور الشاقة التي تفدح الإنسان وتقصم ظهره، لولا أنَّ الله تعالى يعينه عليها لا يقوم بها، وأصعبها العفاف؛ لأنَّه قمع الشهوة الجبلِّية المركوزة فيه، وهي مقتضى البهيمية النازلة في أسفل السافلين، فإذا استعفَّ وتداركه عون الله تعالى ترقَّى إلى منزلة الملائكة وأعلى عليين).

## أشكال العفة
- عفة الجوارح: المسلم يعف يده ورجله وعينه وأذنه وفرجه عن الحرام فلا تغلبه شهواته، وقد أمر الله كل مسلم أن يعف نفسه ويحفظ فرجه حتى يتيسر له الزواج، فقال تعالى: ﴿وليستعفف الذين لا يجدون نكاحًا حتى يغنيهم الله من فضله﴾ سورة النور: 33
- العفة في كسب المال.
  - الترفُع عن أموال الصدقات. وفي الحديث[13] مرّ النبي صلى الله عليه وسلم بتمرة في الطريق قال: «لولا أني أخاف أن تكون من الصدقة لأكلتها» [7]
  - اجتناب الكسب الحرام.
  - القناعة والترفع عمّا في أيدي الناس.
- العفة عن الوقوع في الفاحشة:
  - تكون بالابتعاد عن النظر إلى العورات ومظاهر الفتنة.
  - عدم حضور مجالس الاختلاط المحرم .[1]

## آثار العفة
- نيل رضا الله تعالى والفوز بثوابه.
- ضبط المسلم لنفسه.
- تحقيق المروءة وعزة النفس وكرامة الإنسان.
- صيانة العرض والشرف.[3]
- نيل محبة الناس.

## أهم المواقف على العفة
يدعو الله المسلمين إلى العفة وضرب مثلا في العفة في شخص مريم العذراء في القرآن. واختار نبي الله يوسف السجن بدلا من ينتهك عفته حتى في ظل الضغوط الشديدة. فقال تعالى: ﴿وَرَاوَدَتْهُ الَّتِي هُوَ فِي بَيْتِهَا عَن نَّفْسِهِ وَغَلَّقَتِ الأَبْوَابَ وَقَالَتْ هَيْتَ لَكَ قَالَ مَعَاذَ اللّهِ إِنَّهُ رَبِّي أَحْسَنَ مَثْوَايَ إِنَّهُ لاَ يُفْلِحُ الظَّالِمُونَ وَلَقَدْ هَمَّتْ بِهِ وَهَمَّ بِهَا لَوْلا أَن رَّأَى بُرْهَانَ رَبِّهِ كَذَلِكَ لِنَصْرِفَ عَنْهُ السُّوءَ وَالْفَحْشَاء إِنَّهُ مِنْ عِبَادِنَا الْمُخْلَصِينَ﴾ سورة يوسف: 23-24
- عفة النبي محمد ﷺ: عن أبي هريرة  أنه قال: أخذ الحسن بن علي تمرة من تمر الصدقة فجعلها في فيه فقال رسول الله ﷺ: ((كخ كخ! ارم بها، أما علمت أنا لا نأكل الصدقة)).[15]

وعنه أيضًا عن رسول الله ﷺ أنه قال: ((إني لأنقلب إلى أهلي؛ فأجد التمرة ساقطة على فراشي، ثم أرفعها لآكلها ثم أخشى أن تكون صدقة فألقيها)).
- وعن أنس بن مالك  أنه قال: مر النبي ﷺ بتمرة في الطريق قال: ((لولا أني أخاف أن تكون من الصدقة لأكلتها)).

## أقسام العفة وأسسها وتمامها
- (العفة نوعان:

أحدهما العفة عن المحارم، والثاني العفة عن المآثم.
فأما العفة عن المحارم فنوعان:
أحدهما: ضبط الفرج عن الحرام.
والثاني: كف اللسان عن الأعراض.
فأما ضبط الفرج عن الحرام؛ فلأنه مع وعيد الشرع، وزاجر العقل معرة فاضحة، وهتكة واضحة)
(وأما العفة عن المآثم فنوعان: أحدهما: الكف عن المجاهرة بالظلم، والثاني: زجر النفس عن الإسرار بخيانة).
- ويقول الراغب الأصفهاني وهو يبين ما هو أُسَّ العفة وما هو تمامها:

(وأسها يتعلق: بضبط القلب عن التطلع للشهوات البدنية، وعن اعتقاد ما يكون جالبًا للبغي والعدوان.
وتمامها يتعلق: بحفظ الجوارح، فمن عدم عفة القلب يكون منه التمني وسوء الظن، اللذان هما أسُّ كلِّ رذيلة، لأن من تمنى ما في يد غيره حسده، وإذا حسده عاداه، وإذا عاداه نازعه، وإذا نازعه ربما قتله.
ومن أساء الظنَّ عادى وبغى وتعدى، ولذلك نهى الله سبحانه عنهما جميعًا فقال: ((وَلَا تَتَمَنَّوْا مَا فَضَّلَ اللَّهُ بِهِ بَعْضَكُمْ عَلَى بَعْضٍ)) ~[النساء: 32] وقال: ((يَا أَيُّهَا الَّذِينَ آمَنُوا اجْتَنِبُوا كَثِيرًا مِنَ الظَّنِّ إِنَّ بَعْضَ الظَّنِّ إِثْم)) ~[الحجرات: 12] فأمر فيهما بقطع شجرتين يتفرع عنهما جلُّ الرذائل والمآثم.
ولا يكون الإنسان تامَّ العفة؛ حتى يكون عفيف اليد، واللسان، والسمع، والبصر.
فمن عدمها في اللسان: السخرية، والتجسس، والغيبة، والهمز، والنَّمِيمَة، والتنابز بالألقاب.
ومن عدمها في البصر: مدُّ العين إلى المحارم، وزينة الحياة الدنيا المولدة للشهوات الرديئة.
ومن عدمها في السمع: الإصغاء إلى المسموعات القبيحة.
وعماد عفة الجوارح كلِّها، ألا يطلقها صاحبها في شيء مما يختص بكلِّ واحد منهما، إلا فيما يسوغه العقل والشرع دون الشهوة والهوى).

## ضوابط العفة
للعفة الحقيقية الصحيحة شروط وضوابط قالوا فيها:
(أن لا يكون تعففه عن الشيء انتظارًا لأكثر منه، أو لأنه لا يوافقه، أو لجمود شهوته، أو لاستشعار خوف من عاقبته، أو لأنه ممنوع من تناوله، أو لأنه غير عارف به لقصوره.
فإنَّ ذلك كله ليس بعفة، بل هو إما اصطياد، أو تطبب، أو مرض، أو خرم، أو عجز، أو جهل، وترك ضبط النفس عن الشهوة أذم من تركها عن الغضب.).

## فوائد العفة
1- الإنسان العفيف من السبعة الذين يظلهم الله في ظله يوم لا ظل إلا ظله.
جاء في حديثه ﷺ: (ورجلٌ طلَبَتْه امرأةٌ ذاتُ مَنصِبٍ وجمالٍ، فقال إني أخافُ اللهَ).
2- وعد الله بإعانة من أراد العفاف:
إن الله سبحانه وتعالى تكفل بمقتضى وعده إعانة من يريد النكاح حتى يعفَّ، فعن أبي هريرة  قال: قال رسول الله ﷺ: ((ثلاثة حقٌّ على الله عزَّ وجل عونهم: المكاتَب الذي يريد الأداء، والناكح الذي يريد العفاف، والمجاهد في سبيل الله)).
3- العفة سبب لتفريج الكروب وللنجاة من الابتلاءات والضائقات:
في قصة أصحاب الغار، الذين انطبقت عليهم الصخرة، جاء أن أحدهم توسل إلى الله بقوله: ((اللهم إن كنت تعلم أنه كان لي ابنة عم من أحب الناس إلي، وأني راودتها عن نفسها فأبت إلا أن آتيها بمائة دينار؛ فطلبتها حتى قدرت، فأتيتها بها فدفعتها إليها، فأمكنتني من نفسها، فلما قعدت بين رجليها فقالت: اتق الله، ولا تفض الخاتم إلا بحقه، فقمت وتركت المائة دينار، فإن كنت تعلم أني فعلت ذلك من خشيتك ففرج عنا، ففرج الله عنهم فخرجوا)).
4- العفة عن مال الغير سبب لسيادة الأمن وتوثيق عرى الترابط والثقة بين أفراد المجتمع.
5- العفة عما لا يحل، سبب للنجاة يوم القيامة.
قال رسول الله ﷺ: ((الحلال بيِّنٌ، والحرام بيِّنٌ، وبينهما مُشتبهات لا يعلمهنَّ كثيرٌ من الناس، فمَن اتَّقى الشّبهات فقد استبرأ لدينه وعِرضه، ومَن وقع في الشّبهات وقع في الحرام، كالراعي يرعى حول الحمى، يُوشك أن يقع فيه، ألا وإنَّ لكل ملك حمى، ألا وإنَّ حمى الله محارمه، ألا وإنَّ في الجسد مضغةً إذا صلحت صلح الجسدُ كله، وإذا فسدت فسد الجسدُ كله، ألا وهي القلب.)) -متفق عليه.

## الأمور المعينة على العفة
1- تقوى الله في كل حال، وخشيته بالغيب:
قال الله تعالى: ((وَهُوَ اللّهُ فِي السَّمَاوَاتِ وَفِي الأَرْضِ يَعْلَمُ سِرَّكُمْ وَجَهرَكُمْ وَيَعْلَمُ مَا تَكْسِبُونَ [الأنعام:3] ويقول تعالى: يَعْلَمُ خَائِنَةَ الْأَعْيُنِ وَمَا تُخْفِي الصُّدُورُ)) [غافر: 19]. قال ابن عباس في قوله تعالى: ((يَعْلَمُ خَائِنَةَ الْأَعْيُنِ)) قال: (هو الرجل يكون بين الرجال، فتمر بهم امرأة فينظر إليها، فإذا نظر إليه أصحابه غضَّ بصره) .
وقال تعالى: ﴿إِنَّ الَّذِينَ يَخْشَوْنَ رَبَّهُمْ بِالْغَيْبِ لَهُمْ مَغْفِرَةٌ وَأَجْرٌ كَبِيرٌ ۝١٢﴾ [الملك:12]
2- دعاء الله والتضرع إليه بأن يصرف عنه السوء والفحشاء والفتن:
قال سبحانه وتعالى عن نبيه يوسف : ((وَإِلَّا تَصْرِفْ عَنِّي كَيْدَهُنَّ أَصْبُ إِلَيْهِنَّ وَأَكُنْ مِنَ الْجَاهِلِينَ فَاسْتَجَابَ لَهُ رَبُّهُ فَصَرَفَ عَنْهُ كَيْدَهُنَّ إِنَّهُ هُوَ السَّمِيعُ الْعَلِيمُ)) ~[يوسف: 33-34]
3- تنشئة الأبناء على التربية الإسلامية:
التربية الإسلامية من أهم الوسائل المعينة على العفة، والتي ينبغي فيها مراعاة غرس الفضيلة والعفة في الأبناء، والتربية على الالتزام بالأحكام الشرعية منذ نعومة أظفارهم.
4- الزواج:
الزواج من أقوى الوسائل المعينة للعفاف، قال ﷺ: ((يا معشر الشباب من استطاع منكم الباءة؛ فليتزوج فإنه أغض للبصر، وأحصن للفرج، ومن لم يستطع فعليه بالصوم؛ فإنه له وجاء.)).
5- البعد عن مقدمات ومسببات الوقوع في الموبقات والفساد وهتك العفاف، ومنها:
- الخلوة:

قال ﷺ: ((الحمو الموت))، وقال: ((ما خلا رجل بامرأة إلا كان الشيطان ثالثهما)).
- التبرج:

قال تعالى: ((وَقَرْنَ فِي بُيُوتِكُنَّ وَلَا تَبَرَّجْنَ تَبَرُّجَ الْجَاهِلِيَّةِ الْأُولَى)) ~[الأحزاب:33].
- عدم الاستئذان قبل الدخول:

وقد جعل الاستئذان من أجل البصر كما قال ﷺ، وقال سبحانه: ((يَا أَيُّهَا الَّذِينَ آمَنُوا لَا تَدْخُلُوا بُيُوتًا غَيْرَ بُيُوتِكُمْ حَتَّى تَسْتَأْنِسُوا وَتُسَلِّمُوا عَلَى أَهْلِهَا)) ~[النور: 27].
- إطلاق البصر:

قال تعالى: (قُلْ لِلْمُؤْمِنِينَ يَغُضُّوا مِنْ أَبْصَارِهِمْ وَيَحْفَظُوا فُرُوجَهُمْ ذَلِكَ أَزْكَى لَهُمْ) ~[النور: 30].
قال ابن القيم: (فلما كان غض البصر أصلا لحفظ الفرج بدأ بذكره... وقد جعل الله سبحانه العين مرآة القلب فإذا غض العبد بصره غض القلب شهوته وإرادته وإذا أطلق بصره أطلق القلب شهوته).
وعن أبي هريرة  عن النبي ﷺ قال: ((كُتب على ابن آدم نصيبه من الزنى، مدركٌ ذلك لا محالة؛ فالعينان زناهما النظر، والأذنان زناهما الاستماع، واللسان زناه الكلام، واليد زناها البطش، والرجل زناها الخطا، والقلب يهوى ويتمنى، ويصدق ذلك الفرج ويكذِّبه)).
- عدم التفريق في المضاجع بين الأبناء:

إذ لابد من التفريق في المضاجع، كما أمر بذلك النبي ﷺ: ((مروا أولادكم بالصلاة لسبع، واضربوهم عليها لعشر، وفرقوا بينهم في المضاجع)).
(فهذا الحديث نصٌّ في النهي عن بداية الاختلاط داخل البيوت، إذا بلغ الأولاد عشر سنين، فواجب على الأولياء التفريق بين أولادهم في مضاجعهم، وعدم اختلاطهم، لغرس العفة والاحتشام في نفوسهم، وخوفًا من غوائل الشهوة التي تؤدي إليها هذه البداية في الاختلاط، ومن حام حول الحمى يوشك أن يقع فيه).